# The Gangstas
I Gangstas erano un tag team di wrestling attivo principalmente negli anni novanta nella Extreme Championship Wrestling, composto da New Jack e Mustafa Saed.

## Carriera

### North Georgia Wrestling Alliance (1994)
I Gangstas si costituirono nel 1994 con New Jack e Mustafa Saed nella North Georgia Wrestling Alliance. Vinsero il Tag Team Championship, ma lo resero vacante in breve tempo lasciando la compagnia poco tempo dopo in luglio.

### Smoky Mountain Wrestling (1994-1995)
All'arrivo nella Smoky Mountain Wrestling nel luglio 1994, aggiunto al gruppo D-Lo Brown, cominciarono a girare dei promo sull'attivista Medgar Evers ed O. J. Simpson per fare infuriare il pubblico bianco del sud. Killer Kyle si unì ai Gangstas nel marzo 1995 durante il loro feud con Jim Cornette e Bob Armstrong. Principalmente ebbero delle rivalità con The Rock 'n' Roll Express, The Thugs e PG-13.  Durante questo stint, la NAACP protestò ufficialmente contro la gimmick dei Gangstas per la rappresentazione degli afroamericani come delinquenti, dichiarando che non si erano verificati episodi di violenza razziale in Tennessee ormai da molti anni, e non volevano che i ragazzi di colore venissero raffigurati come dei gangster.
La controversa gimmick, tra le altre cose, portò alla fine dell'amicizia tra Mark Madden e il promotore SMW Jim Cornette e la loro faida è in corso fino ad oggi, con Madden, che all'epoca era appena uscito dal licenziamento di Bill Watts dalla World Championship Wrestling dopo aver informato Hank Aaron dell'impiego di Watts all'interno della Turner Broadcasting System in seguito alla pubblicazione di commenti controversi fatti da Watts (aveva definito razzista la gimmick dei Gangstas).

### Extreme Championship Wrestling (1995-1997)
New Jack e Mustafa lasciarono la SMW nel giugno 1995, per passare in modo controverso alla ECW, inasprendo i già difficili rapporti tra Cornette e Paul Heyman. In ECW, la coppia divenne nota per portarsi sul ring armi ed oggetti contundenti come chitarre, stampelle e sparachiodi in bidoni della spazzatura e carrelli del supermercato, mentre la canzone Natural Born Killaz risuonava nelle arene. In netta differenza rispetto alla SMW, furono esaltati dal pubblico, e il team conquistò per due volte il titolo ECW World Tag Team Championship.

### Divisione, carriere soliste e reunion
Il team si sciolse nel 1997 quando Mustafa lasciò la ECW. New Jack trovò un nuovo partner in John Kronus. Kronus e New Jack divennero "The Gangstanators" e vinsero anche l'ECW World Tag Team Championship. Inoltre, New Jack intraprese con successo crescente la carriera da wrestler singolo, continuando ad utilizzare la gimmick del violento Gangsta.

### Circuito indipendente
Il 24 maggio 2008 i Gangstas si riunirono per la prima volta in oltre 10 anni in occasione dell'evento Cold Day in Hell della Xtreme Pro Wrestling, per lottare in un match contro The Westside NGZ.

### Total Nonstop Action Wrestling
L'8 agosto 2010 la coppia fece un'apparizione nella Total Nonstop Action Wrestling partecipando allo show Hardcore Justice, assalendo il Team 3D e Joel Gertner dopo un incontro.

## Titoli e riconoscimenti
- Extreme Championship Wrestling
  - ECW World Tag Team Championship (2)[7]
- North Georgia Wrestling Alliance
  - NGWA Tag Team Championship (1)[8]
- Smoky Mountain Wrestling
  - SMW Tag Team Championship (1)